# 가사이 가오리
가사이 가오리(일본어: 笠井 香織, 1985년 7월 28일 ~ )는 일본의 여자 축구 선수이다.

## 구단 경력
나데시코 리그의 우라와 레즈, 오하라 학원 JaSRA, 알비렉스 니가타에서 활동했다.

## 국가대표팀 경력
그녀는 2002년 FIFA U-19 세계 여자 축구 선수권 대회에 참가할 일본 U-19 국가대표팀에 발탁되었으며, 4경기에 출전했다.